# Ченстоховське воєводство
Ченстоховське воєводство (пол. województwo częstochowskie) — адміністративно-територіальна одиниця Польщі найвищого рівня, яка існувала у 1975—1998 роках.
Являло собою одну з 49 основних одиниць адміністративного поділу Польщі, які були скасовані в результаті адміністративної реформи Польщі 1998 року.
Займало площу 6182 км². Адміністративним центром воєводства було місто Ченстохова. Після адміністративної реформи воєводство припинило своє існування і його територія повністю відійшла до Сілезького воєводства.

## Історія
Адміністративна реформа 1975 року була прийнята поспіхом і без публічних дебатів. 12 травня пленум Центрального комітету Польської об'єднаної робітничої партії вирішив змінити адміністративний поділ країни, і Сейм ухвалив поправку 28 травня із введенням в дію 1 червня.
Лише 3 червня 1975 року мешканці регіону були повідомлені в журналі «Nad Wartą», що Ченстохова стає адміністративним центром новоствореного воєводства.
На початку окремі адміністративні органи були розташовані у Клобуцьку. Тому було дано розпорядження запустити приміську автобусну лінію на трасі Ченстохова — Клобук.
Наслідком створення нового воєводства стало розширення кордонів Ченстохови 1 січня 1977 року. Причиною стало бажання збільшити чисельність населення міста до понад 200 000 мешканців.
У новому адміністративному поділі воєводство було розділене між Сілезьким, Опольським, Лодзинським та Свентокшиським воєводствами, незважаючи на зусилля щодо створення Старопольського воєводства. Нещодавні спроби відновити Ченстоховське воєводство планувались у формі референдуму, проведеного під час парламентських виборів у 2011 році, пізніше ідея на його створення була піднята політиками «PiS» у 2015 році, які, однак, у 2017 році відклали її реалізацію на наступний термін Сейму.

## Географія
Ченстоховське воєводство займало територію площею 618 км², протяжність з півночі на південь — 77 км, а із заходу на схід — 127 км. Крайні точки:
- Північна: 51°12′N
- Південна: 50°29′N
- Східна: 20°06′E
- Західна: 18°18′E

Протяжність кордонів становила 597 км, з них межі за воєводствами: Катовицьке —142 км, Пйотрковське — 133 км, Опольське — 124 км, Келецьке — 97 км, Серадзьке — 85 км, Каліське — 5 км.
До складу воєводства входило 17 міст (Ченстохова, Люблінець, Мишкув, Клобуцьк, Калети, Олесно, Паєнчно, Конецполь, Бляховня, Гожув-Шльонський, Прашка, Кшепіце, Щекоцини, Возьники, Жарки, Козєґлови, Добродзень) та 52 гміни.

## Воєводи
- Мирослав Вежбицький (1.06.1975 — 11.12.1980)
- Гжегож Липовський (31.12.1980 — 31.03.1990)
- Єжи Гула (15.05.1990 — 10.12.1994)
- Цезарій Марек Грай (1.02.1995 — 20.1.1997)
- Шимон Гіжинський (19.12.1997 — 31.12.1998)[8]

## Районні адміністрації
- Районна адміністрація у Ченстохові для гмін: Бляховня, Гідле, Янув, Камениця-Польська, Кломніце, Конописька, Крушина, Мстув, Миканув, Нова Бжезниця, Ольштин, Паєнчно, Почесна, Рендзіни, Старча і Стшельце-Вельке, а також міст Бляховня (до 1 січня 1992 року[9]), Ченстохова та Паєнчно (до 1 січня 1992 року[9])
- Районна адміністрація у Клобуцьку для гмін: Клобуцьк, Кшепіце, Ліпе, Медзьно, Опатув, Панкі, Попув, Пшистайнь та Вренчиця-Велька та міст (до 1 січня 1992 року[9]): Клобуцьк та Кшепіце
- Районна адміністрація у Конецполі для гмін: Домброва-Зельона, Іжондзе, Конецполь, Лелюв, Москожев, Пширув, Radków, Сецемін, Щекоцини та Житно, а також міст (до 1 січня 1992 року[9]): Клобуцьк та Кшепіце
- Районна адміністрація у Люблінцю для гмін: Боронув, Цясна, Добродзень, Герби, Кохановіце, Кошенцин і Павонкув, а також міст Добродзень (до 1 січня 1992 року[9]), Калети, Люблінець та Возьники (до 1 січня 1992 року[9])
- Районна адміністрація у Мишкуві: Козєґлови, Крочице, Неґова, Порай, Влодовіце та Жаркі, а також міст: Козеґлови (до 1 січня 1992 року[9]), Мишкув та Жарки (до 1 січня 1992 року[9])
- Районна адміністрація в Олесно для гмін: Ґожув-Шльонський, Олесно, Прашка, Радлув та Рудники, також міст (до 1 січня 1992 року[9]): Гожув-Шльонський, Прашка та Олесно.

## Міста
Чисельність населення на 31 грудня 1998 року:
| - Ченстохова — 257 812 - Мишкув — 33 016 - Люблінець — 29 359 - Клобуцьк — 13 254 - Олесно — 10 027 - Калети — 9983 | - Бляховня — 9967 - Прашка — 8230 - Паєнчно — 6731 - Конецполь — 6366 - Возьники — 4532 - Кшепіце — 4530 | - Жарки — 4387 - Добродзень — 4168 - Щекоцини — 3950 - Гожув-Шльонський — 2606 - Козєґлови — 2493 |

## Населення
| Рік         | 1975    | 1980    | 1985    | 1990    | 1995    | 1998    |
| Чисельність | 727 400 | 747 900 | 767 400 | 776 700 | 782 300 | 779 600 |